# Mùa bão Đại Tây Dương 2019
Mùa bão Đại Tây Dương 2019  là một sự kiện mà theo đó, các xoáy thuận nhiệt đới/cận nhiệt đới hình thành ở Đại Tây Dương, phía Bắc xích đạo trong năm 2019. Hằng năm mùa bão chủ yếu diễn ra từ khoảng tháng 6 đến tháng 11, trong đó các xoáy thuận nhiệt đới tập trung nhiều nhất vào tháng 9 do môi trường rất thuận lợi như nhiệt độ nước biển nóng nhất trong năm, gió cắt yếu... Có rất ít xoáy thuận nhiệt đới hình thành trong khoảng thời gian từ tháng 12 đến tháng 5 tại đây do môi trường bất lợi để bão có thể phát triển. Mùa bão năm 2019 chính thức bắt đầu bằng sự hình thành của cơn bão cận nhiệt đới Andrea vào ngày 20 tháng 5, đánh dấu năm thứ năm liên tiếp một cơn bão nhiệt đới hoặc cận nhiệt đới phát triển trước khi bắt đầu mùa chính thức, phá vỡ kỷ lục bốn năm trước đó được thiết lập từ năm 1951 đến 1954. Đây cũng là năm thứ hai liên tiếp không có cơn bão nào hình thành trong tháng Sáu.

## Các hệ thống xoáy thuận nhiệt đới

### Bão Andrea

#### Hình thành và phát triển
Vào ngày 17 tháng 5 năm 2019, Trung tâm Bão quốc gia Hoa Kỳ (NHC) đã bắt đầu dự báo sự hình thành của một vùng áp thấp phía nam Bermuda, nơi có khả năng phát triển thành một cơn bão nhiệt đới hoặc cận nhiệt đới.

#### Trở thành bão cận nhiệt đới

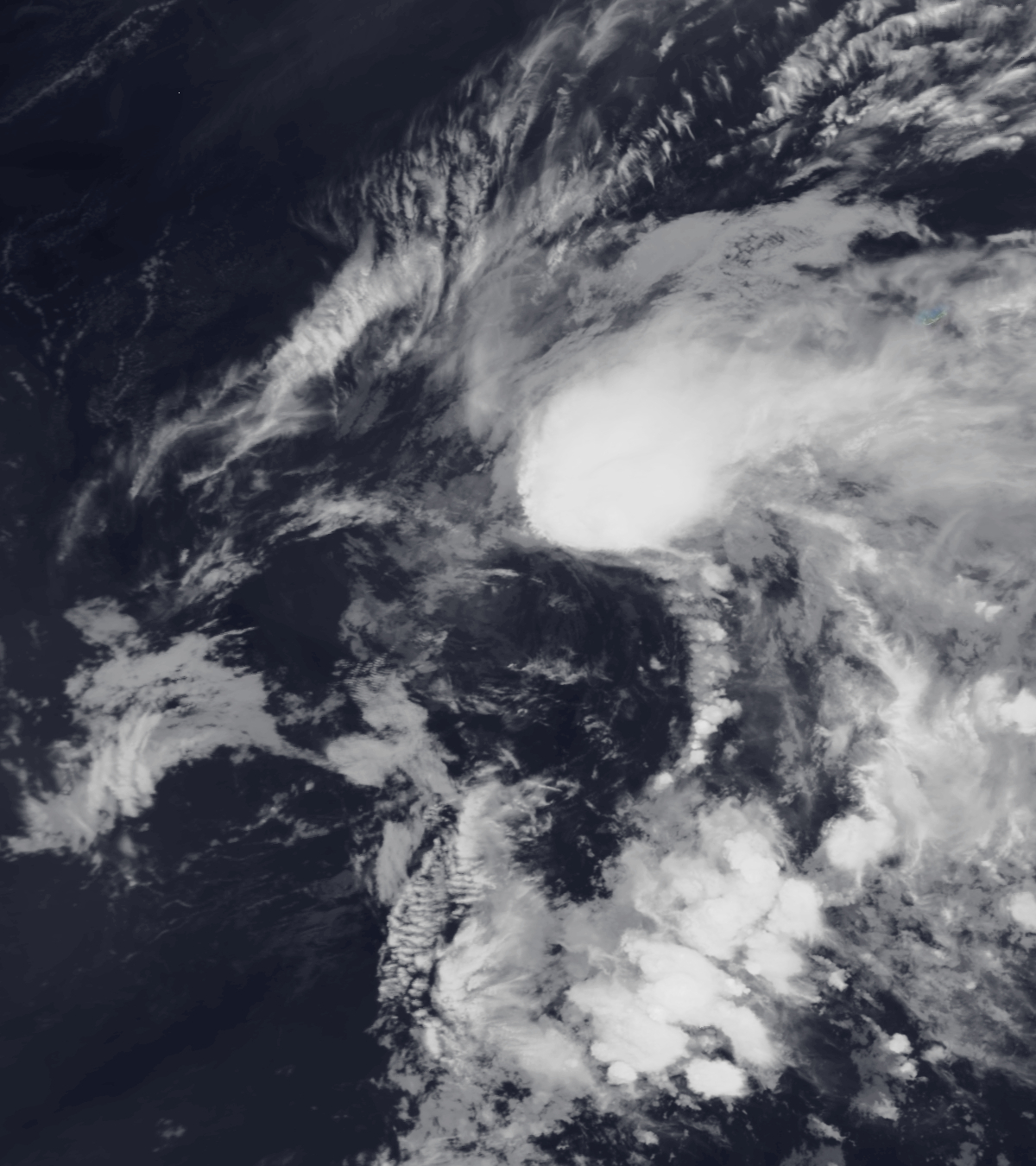
Bão Andrea khi đã trở thành bão cận nhiệt đới vào ngày 21 tháng 5, 2019

Ngày hôm sau, tức 18 tháng 5, một khu vực rộng lớn và kéo dài của những đám mây và giông bão đã phát triển tốt ở phía đông của Bahamas. Sự xáo trộn dần dần được tổ chức trong hai ngày tiếp theo khi nó di chuyển về phía tây và sau đó về phía bắc, mặc dù nó vẫn thiếu một lưu thông được xác định rõ. Tuy nhiên, một chuyến bay do thám của Không quân vào cuối ngày 20 tháng 5 đã tiết lộ rằng cơn bão có một trung tâm được xác định rõ ràng với sức gió mạnh, do có liên quan đến một mức độ thấp hơn về phía tây, dẫn đến việc phân loại hệ thống là Bão cận nhiệt đới Andrea lúc 22:30 UTC ngày hôm đó. Ngay sau đó, Andrea đạt đến cường độ cực đại.

#### Suy yếu và tan
Cơn bão đó không thể tồn tại được lâu, vì cơn bão gặp không khí khô từ phía nam, cũng như gió đứt mạnh từ phía nam. Những điều kiện thù địch này đã khiến cho sự đối lưu của Andrea tan biến và cơn bão đã suy yếu thành một vùng thấp vào sáng sớm ngày hôm sau. Vùng thấp tiếp tục đi về phía đông bắc và tan dần.

## Mùa bão và tên bão

### Tóm tắt mùa bão
Danh sách các tên sau đây sẽ được sử dụng cho các cơn bão được đặt tên hình thành ở Bắc Đại Tây Dương vào năm 2019. Các tên bị khai tử, nếu có, sẽ được Tổ chức Khí tượng Thế giới công bố vào mùa xuân năm 2020. Các tên không được rút khỏi danh sách sẽ được sử dụng lại trong mùa bão năm 2025. Đây là cùng một danh sách được sử dụng trong mùa bão năm 2013, ngoại trừ cái tên Ingrid.
| - Andrea - Barry - Chantal - Dorian - Erin - Fernand - Gabriete | - Humberto - Imelda - Jerry - Karen - Lozenro - Melissa - Nestor | - Olga - Pablo - Rebekah - Sebastien - Tanya (chưa sử dụng) - Van (chưa sử dụng) - Wendy (chưa sử dụng) |

Đây là bảng của tất cả các cơn bão đã hình thành trong mùa bão năm 2019 ở Đại Tây Dương. Nó bao gồm tên, ngày tháng, sức gió, áp suất, khu vực đổ bộ, thiệt hại và số người chết được biểu thị bằng chữ in đậm. Cái chết trong ngoặc đơn thường là bổ sung hoặc gián tiếp (một ví dụ về cái chết gián tiếp  là một tai nạn giao thông), nhưng vẫn sẽ liên quan đến cơn bão đó. Thiệt hại và tử vong bao gồm tổng số người bị tai nạn, sóng hoặc lũ lụt... và tất cả các con số thiệt hại là vào năm 2019 được tính bằng USD
| Thang bão Saffir–Simpson |     |    |    |    |    |    |
| ATNĐ                     | BNĐ | C1 | C2 | C3 | C4 | C5 |

| Andrea           | 20 tháng 5 - 21 tháng 5    | Bão cận nhiệt đới | 40 (65)  | 1006 | Bermuda | không có    | không có |             |
| Barry            | 11 tháng 7 - 15 tháng 7    | Bão cấp 1         | 75 (120) | 991  | Trung Tây Hoa Kỳ, Đông Nam Hoa Kỳ, Bờ biển vùng vịnh Hoa Kỳ, Arkansas, Oklahoma, Vùng hồ lớn, Đông Bắc Hoa Kỳ | ≥$500 triệu | 0 (1)    | [ 5 ] [ 6 ] |
| 03-L             | 22 tháng 7 - 23 tháng 7    | Áp thấp nhiệt đới | 35 (55)  | 1012 | Bahamas | không có    | không có |             |
| Tổng hợp mùa bão |                            |                   |          |      | |             |          |             |
| 3 XTNĐ           | 20 tháng 5 - Chưa kết thúc |                   | 75 (120) | 991  | ' | ≥$500 triệu | 1        |             |